# Puning-Tempel

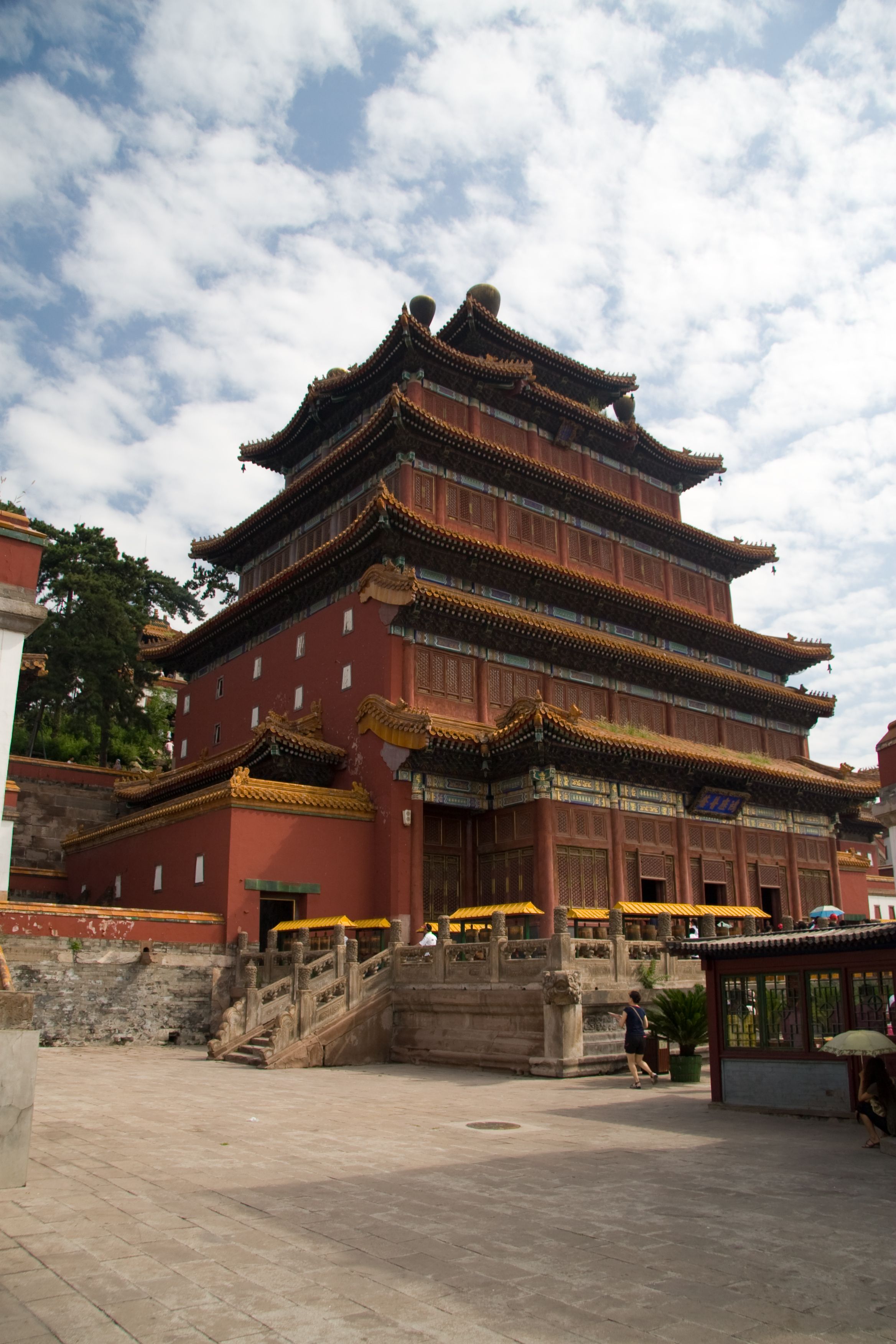
Mahayana-Pavillon (Dasheng ge) des Puning-Tempels

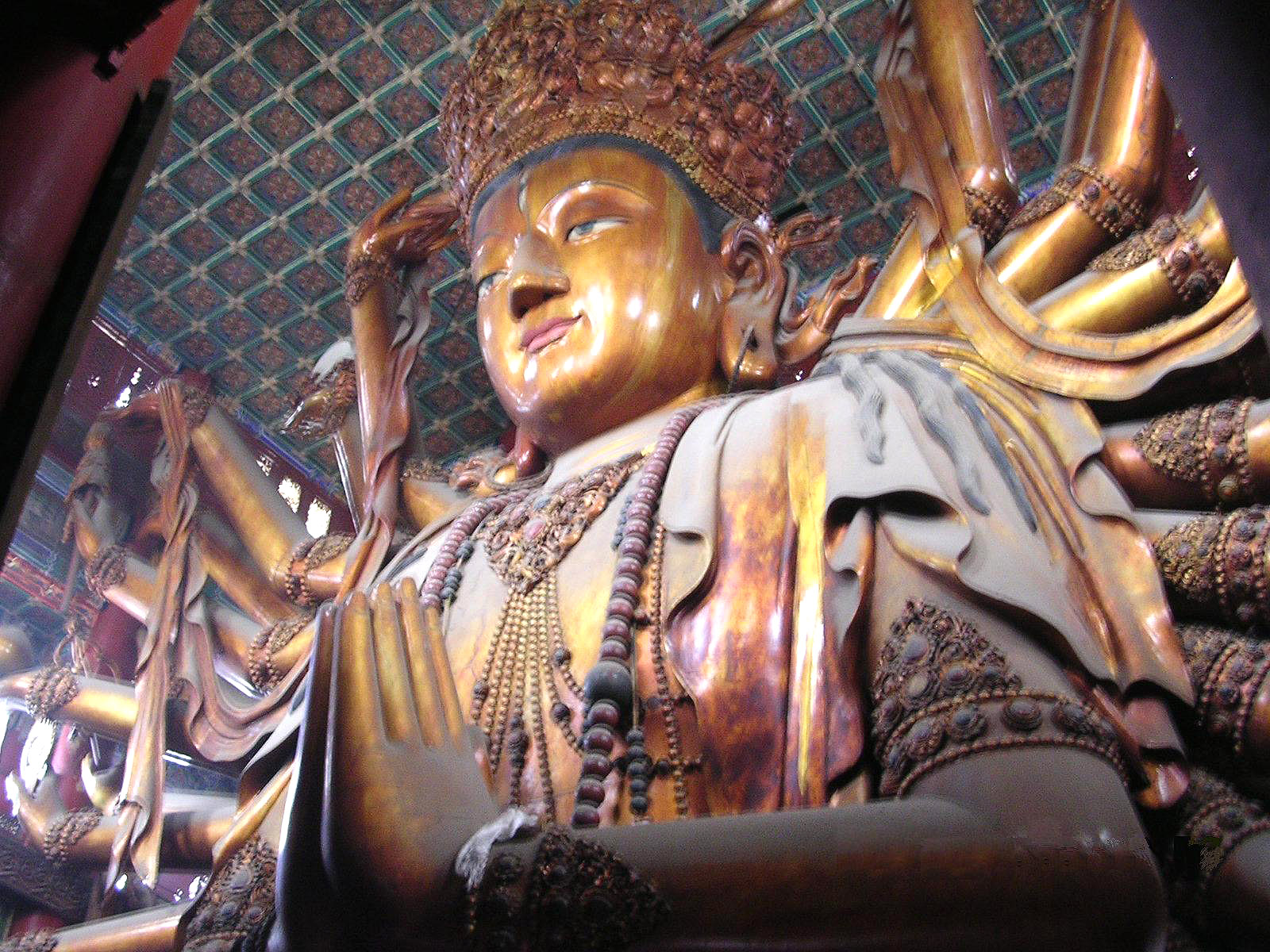
Große Goldlack-Holzstatue des Guanyin-Bodhisattwas

Der Puning-Tempel oder Tempel des Universalen Friedens bzw. das Puning-Kloster (chinesisch 普宁寺, Pinyin Pǔníng sì, englisch Puning Temple / Temple of Universal Peace) ist einer der Acht Äußeren Tempel in Chengde (Jehol) in der chinesischen Provinz Hebei. Das buddhistische Kloster befindet sich im Norden des Parkkomplexes des Sommerpalastes am Ufer des Wulie-Flusses. Wegen der großen Goldlack-Holzstatue des Guanyin-Bodhisattwas in seinem Mahayana-Pavillon (Dasheng ge) wird er auch Großer-Buddha-Tempel genannt.
Der Tempel wurde in der Qianlong-Zeit der Qing-Dynastie in den Jahren 1755 bis 1758 erbaut und bildet in Teilen das tibetische Samye-Kloster nach. Er ist im Baustil der Han-Chinesen und der Tibeter errichtet. Die Anlage umfasst eine Fläche von 23.000 Quadratmetern. Wichtige Gebäude sind seine Hallen bzw. Pavillons Tianwang dian (Halle der Himmelskönige), Daxiong baodian (Mahavira-Halle), Dasheng ge (Mahayana-Pavillon) und Beiting (Gedenktafel-Pavillon).
Der Mahayana-Pavillon (Dasheng ge) mit seinen drei Geschossen und sechs Dachvorsprüngen ist 36,75 m hoch, die darin befindliche Statue der Tausendarmigen Guanyin (Avalokiteśvara) hat eine Höhe von 22,23 m, es ist eine der größten Holzskulpturen Chinas. Im Gedenktafel-Pavillon (Beiting) befinden sich viersprachig beschnitzte Inschriften in mandschurischer, chinesischer, mongolischer und tibetischer Schrift, die an die Bezwingung der Dsungaren durch Qianlong im Dsungaren-Krieg im Ili (chin. Yili)-Gebiet Xinjiangs der 1750er Jahre erinnern.
Der Puning-Tempel (Puning si) steht seit 1961 auf der Liste der Denkmäler der Volksrepublik China (1-115) und auf der Liste des Weltkulturerbes der UNESCO. Er ist einer der Nationalen Schwerpunkttempel des Buddhismus in han-chinesischen Gebieten.

## Galerie

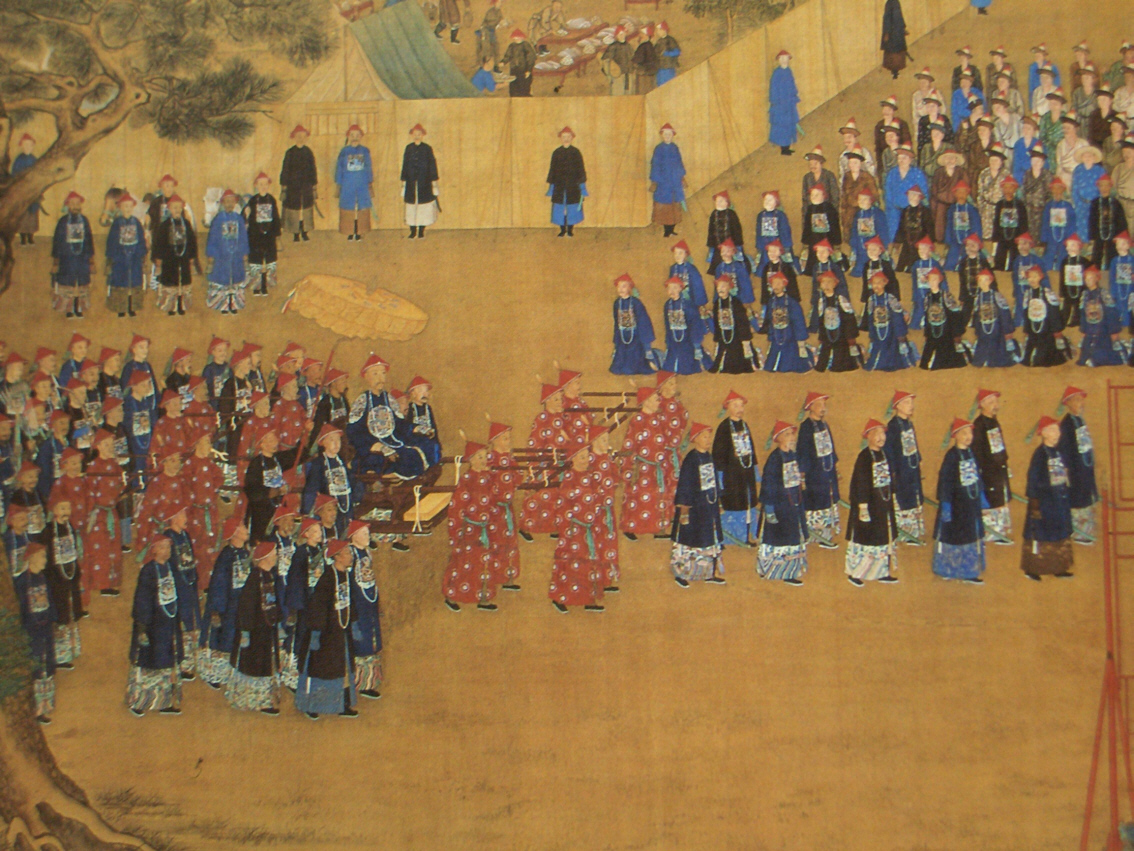
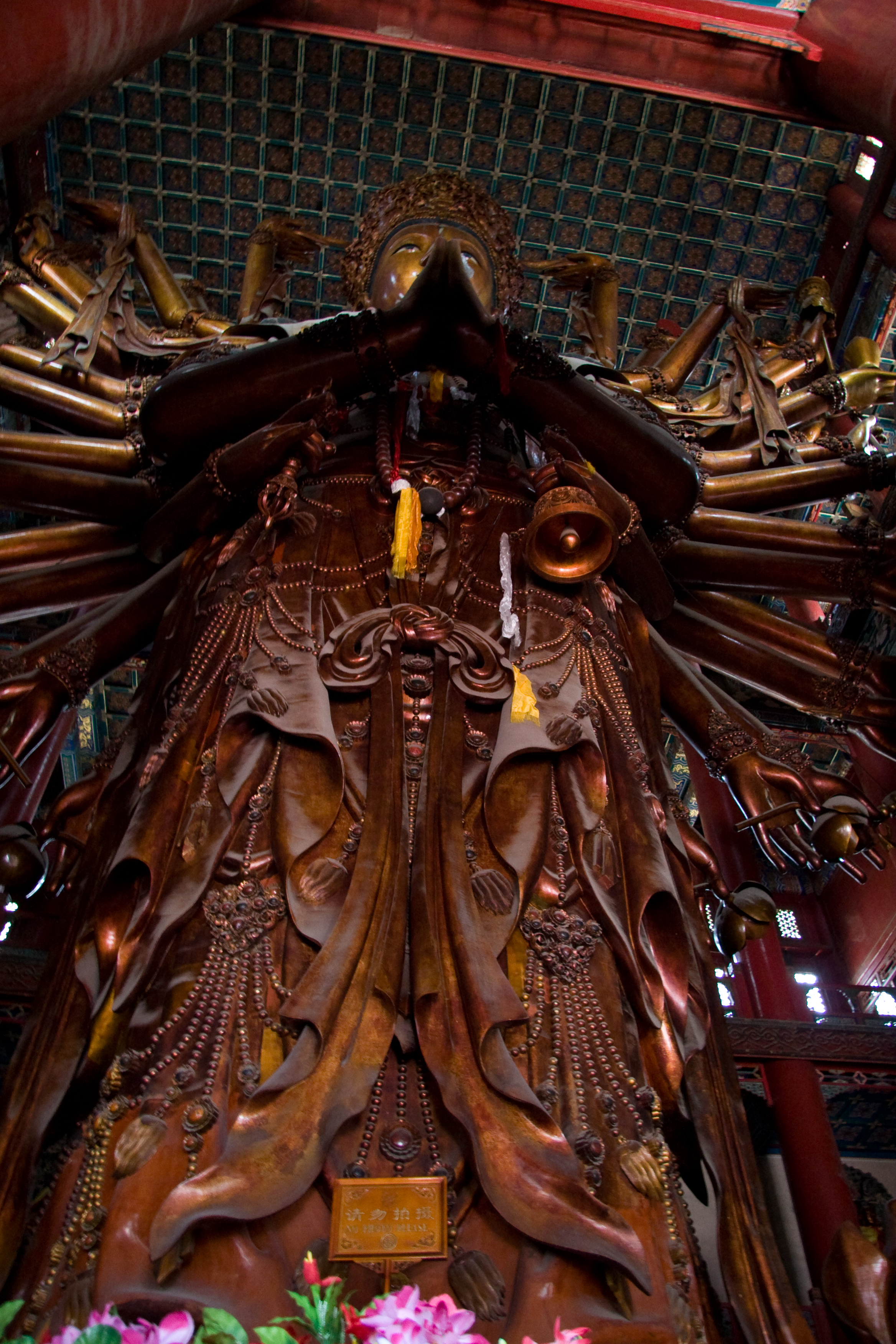
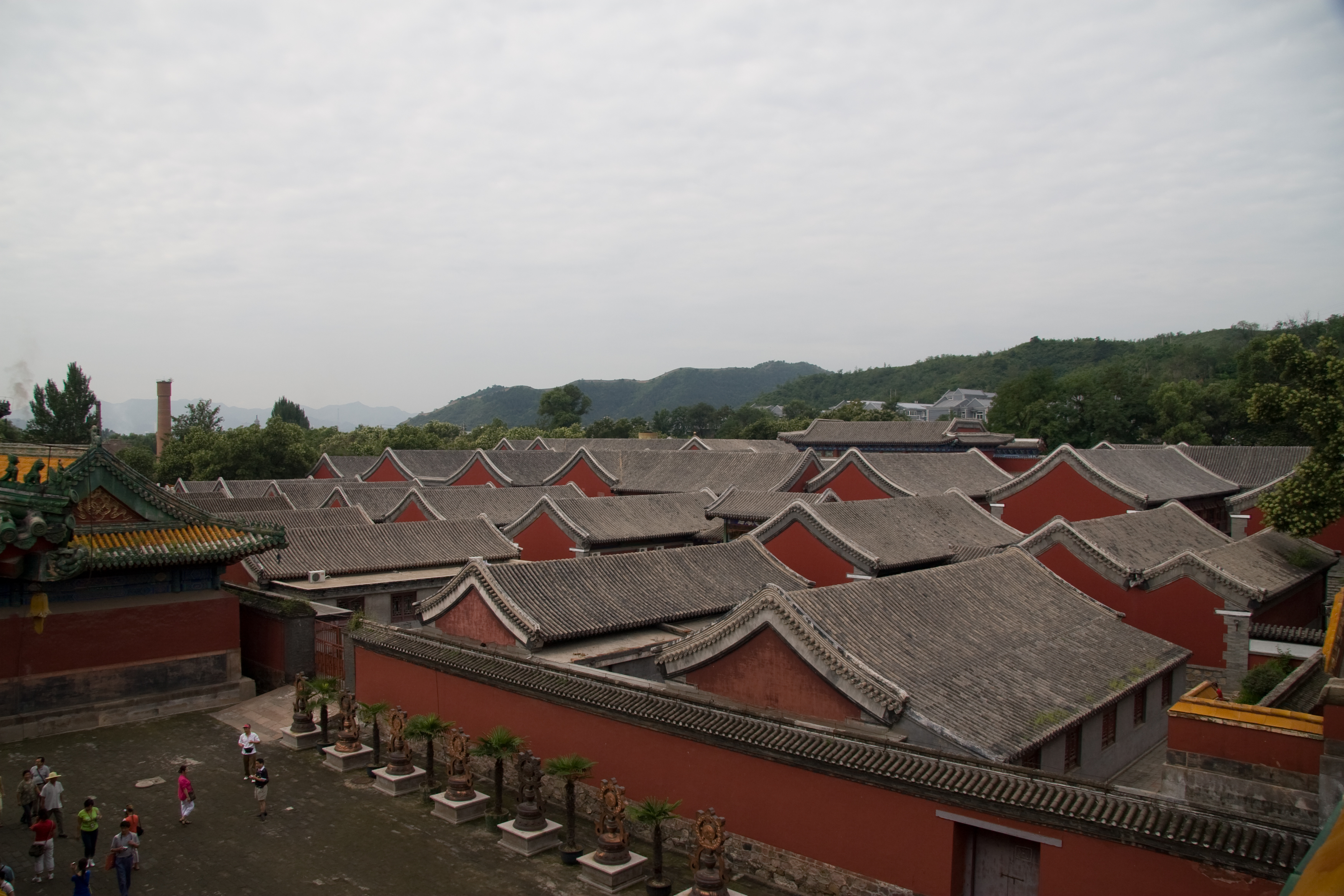
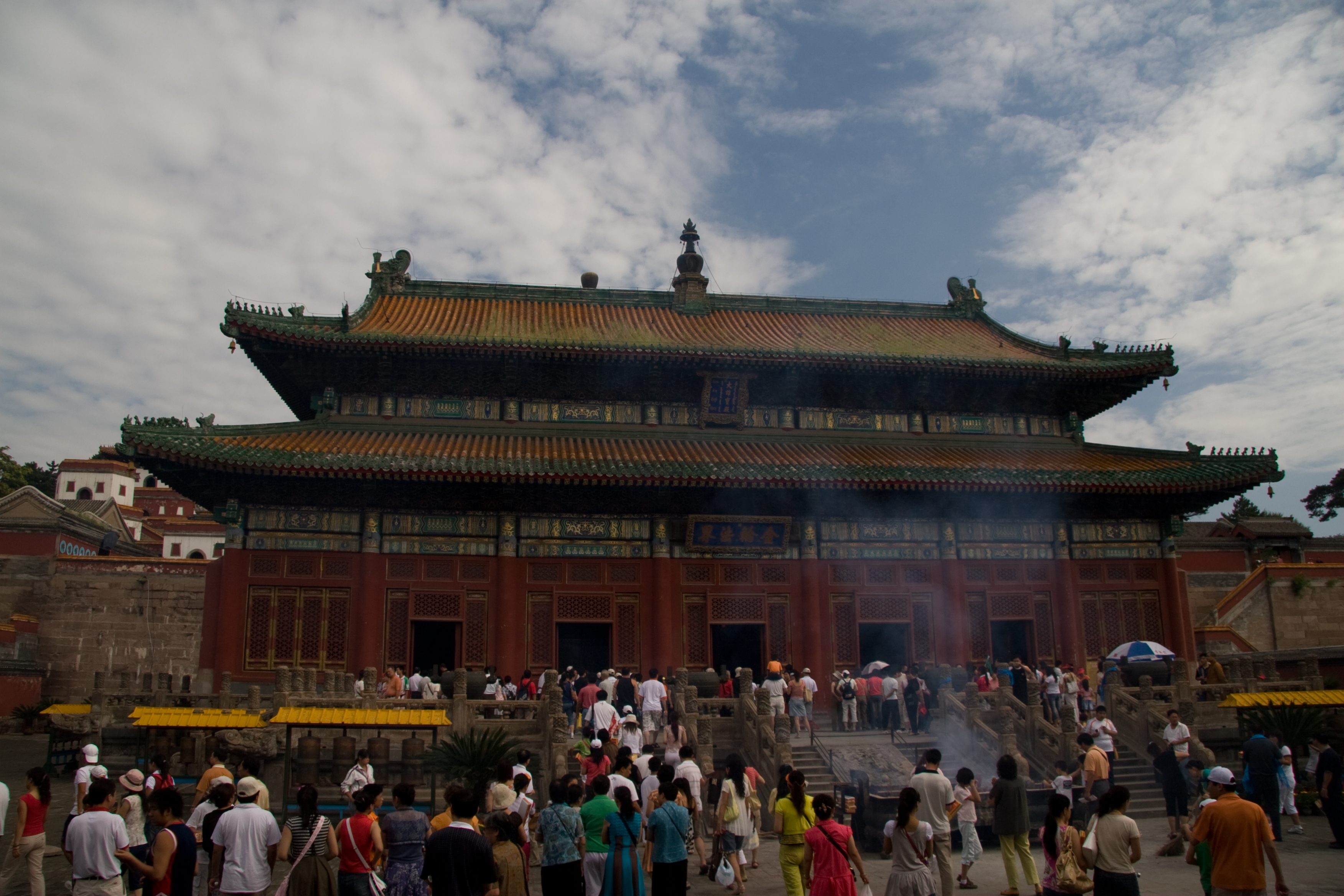
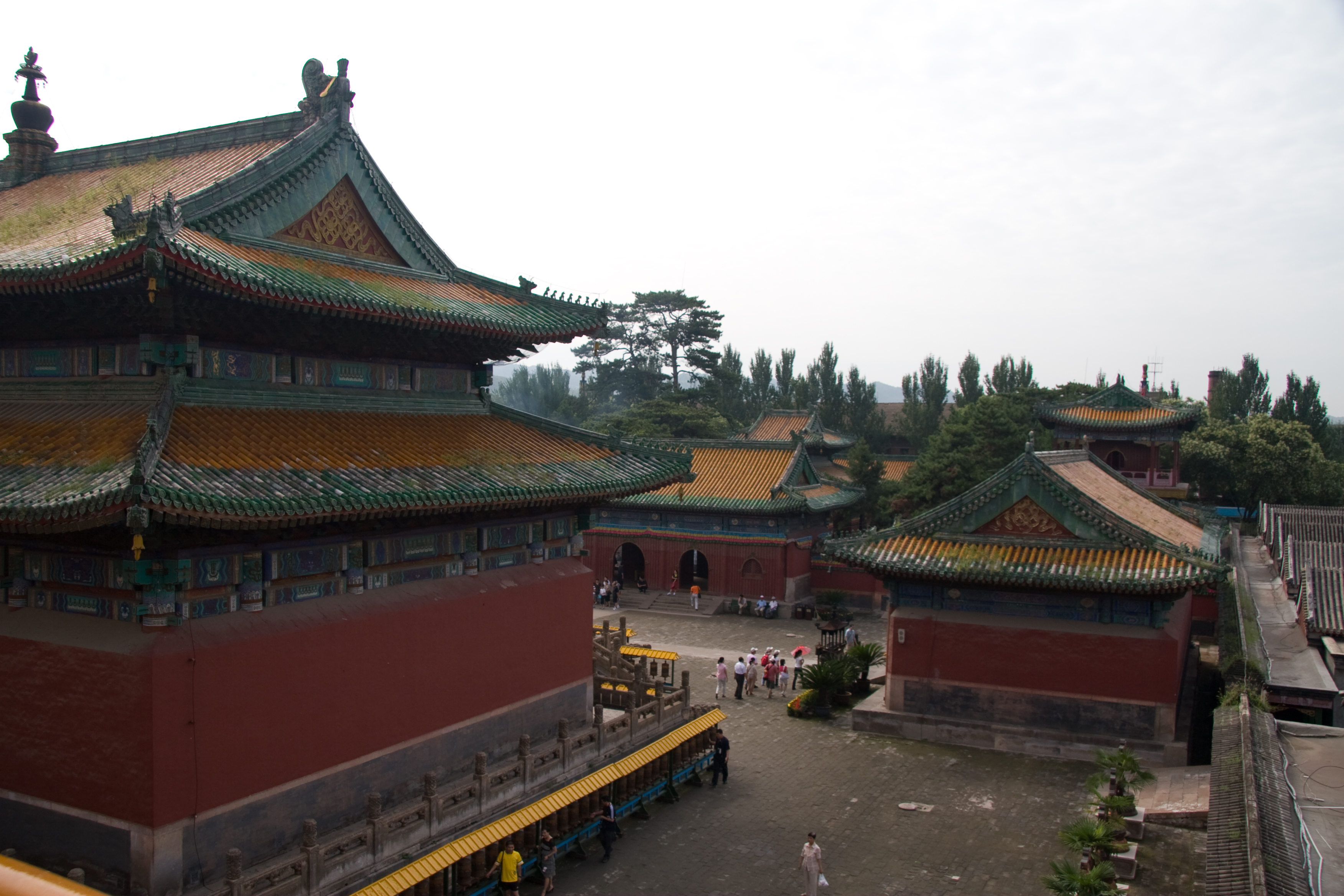
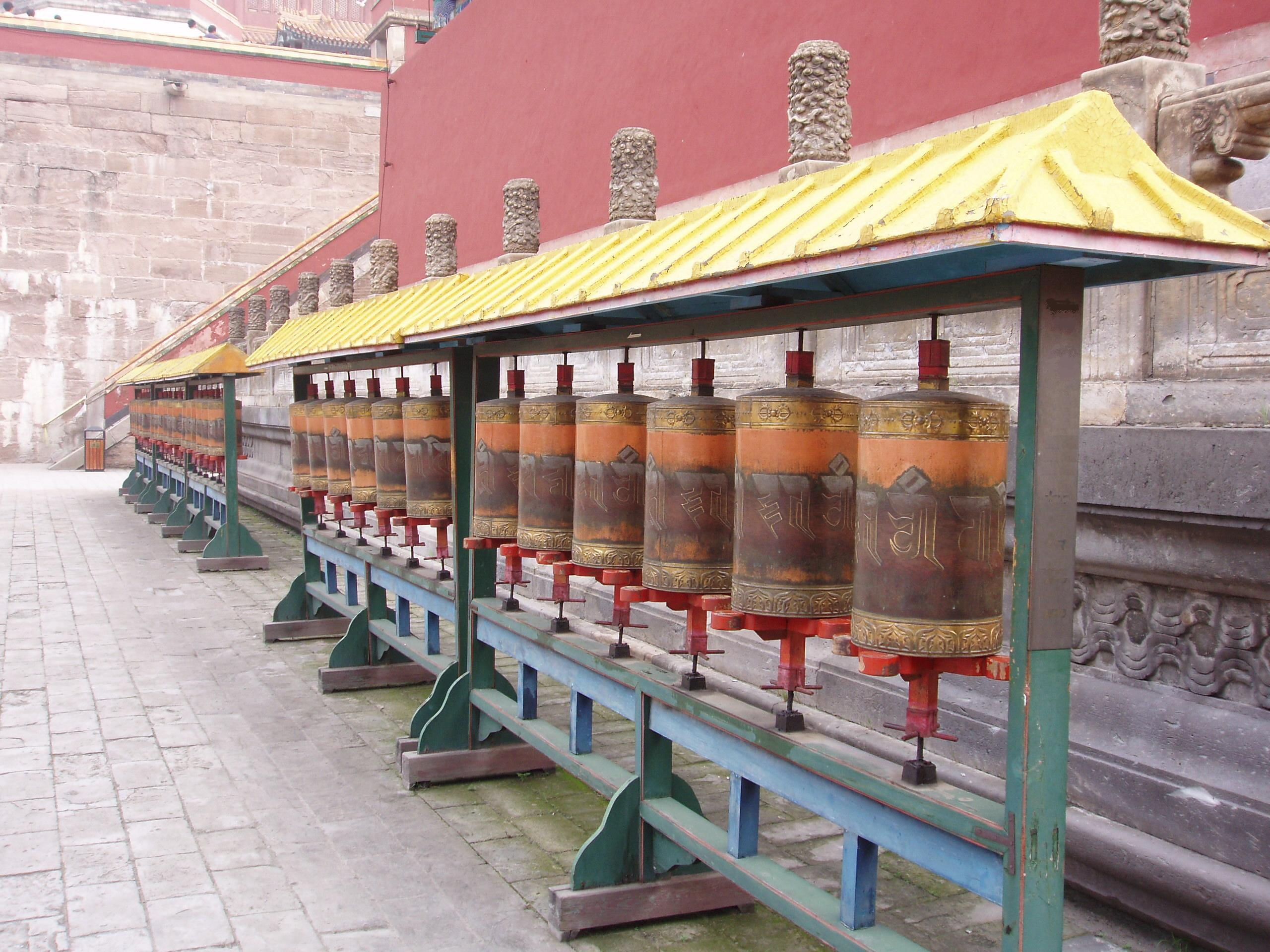
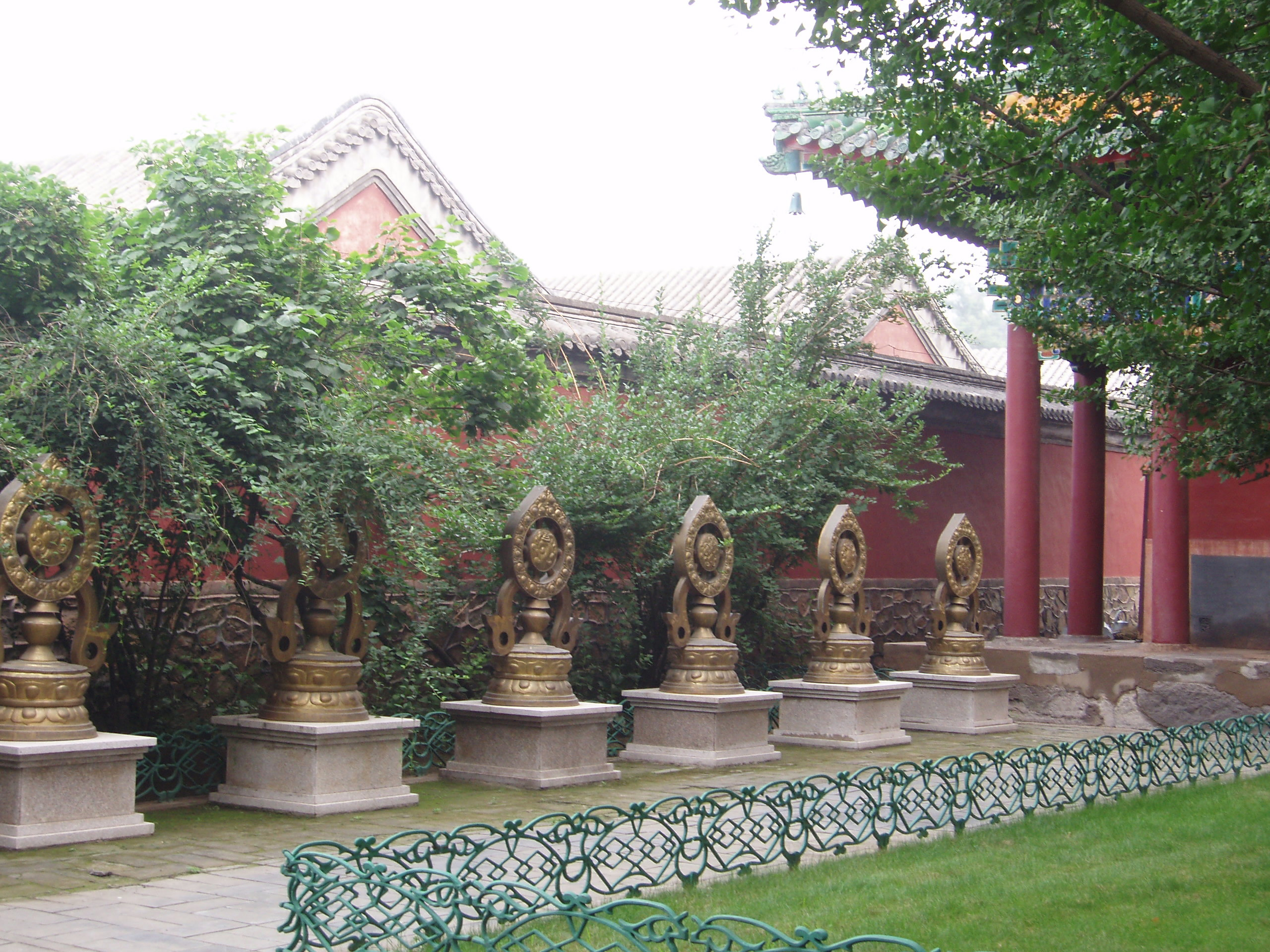
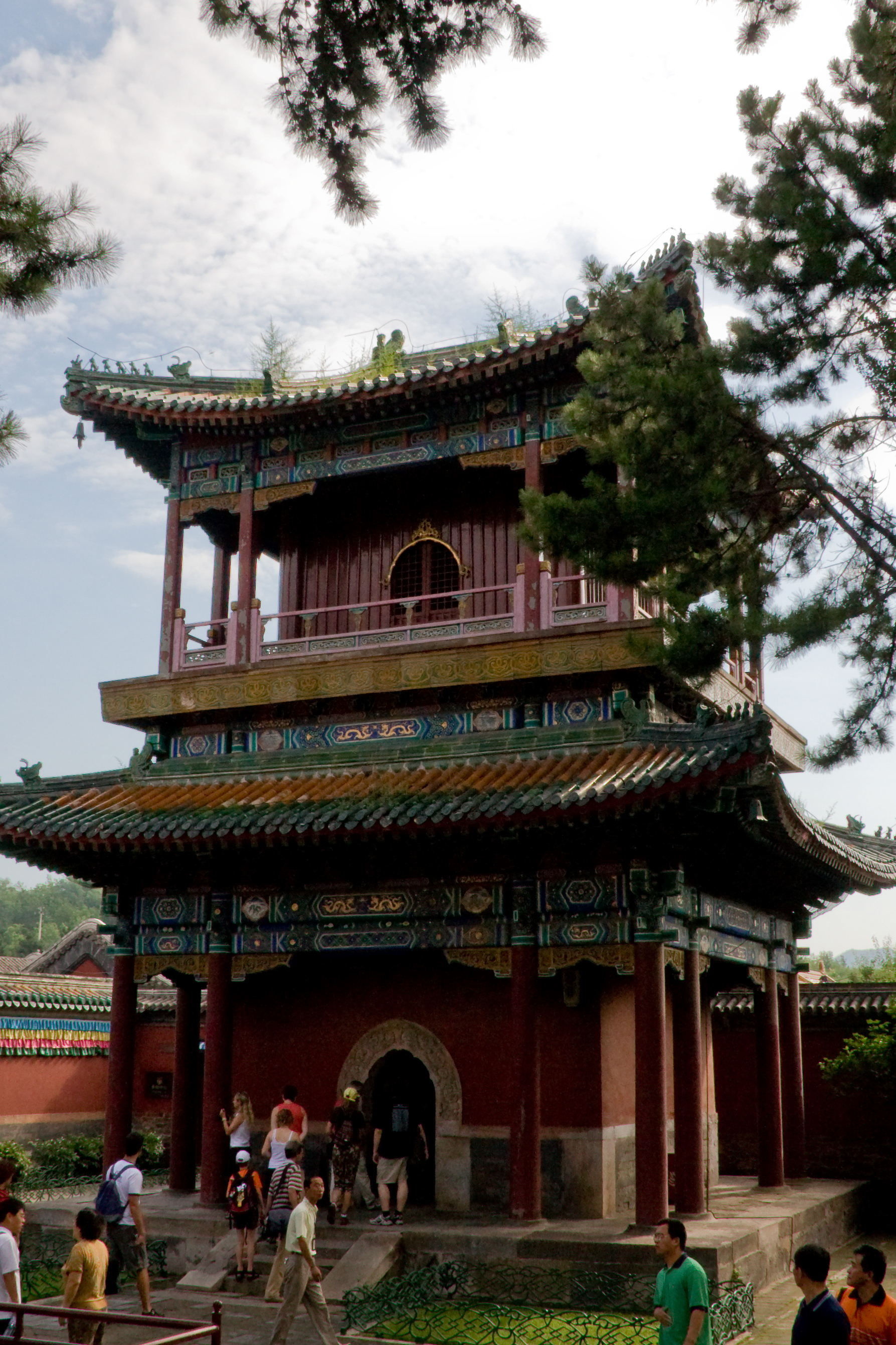